# Cheiracanthium taprobanense
Cheiracanthium taprobanense là một loài nhện trong họ Miturgidae.
Loài này thuộc chi Cheiracanthium. Cheiracanthium taprobanense được Embrik Strand miêu tả năm 1907.